# Voievodske, Arbuzînka
Voievodske (în ucraineană Воєводське) este o comună în raionul Arbuzînka, regiunea Mîkolaiiv, Ucraina, formată numai din satul de reședință.

## Demografie
Componența lingvistică a comunei Voievodske
     Ucraineană (94,7%)
     Română (2,69%)
     Rusă (2,62%)
Conform recensământului din 2001, majoritatea populației comunei Voievodske era vorbitoare de ucraineană (94,7%), existând în minoritate și vorbitori de română (2,69%) și rusă (2,62%).